# Diklormetan

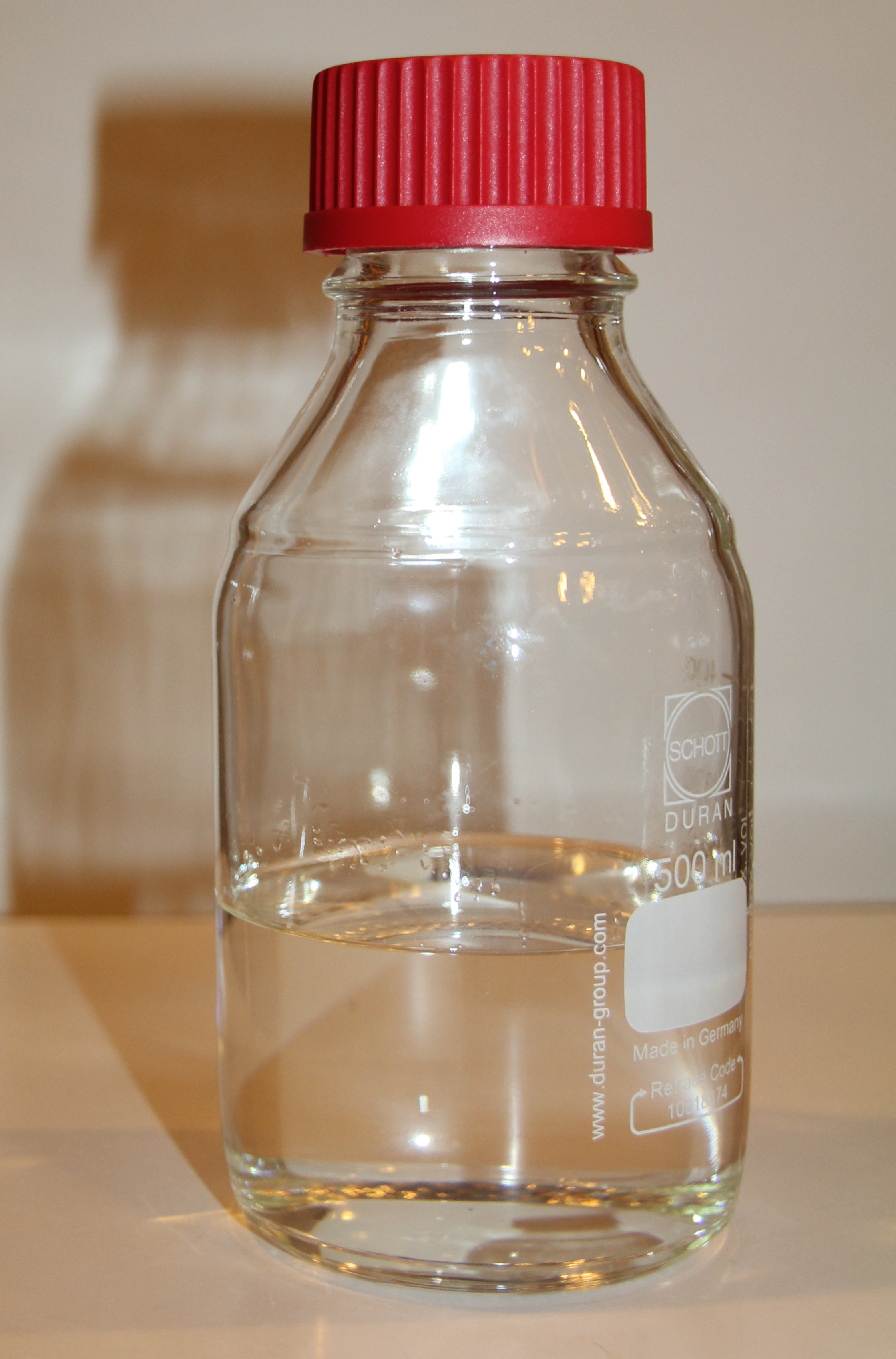

Diklormetan, metylenklorid – ofta används förkortningen DCM - är en lättflyktig tung vätska med svag söt kväljande doft.

## Historia och framställning
Ämnet framställdes första gången år 1840 av den franske kemisten Henri Victor Regnault genom att låta klorgas och metan reagera i solljus. Än idag framställs föreningen på ett likartat sätt genom en radikalklorering av metan eller ur metylklorid (från metanol och saltsyra). Härvid får man en blandning av alla analoger med en till alla fyra vätena substituerade, det vill säga klormetan, diklormetan, triklormetan och tetraklormetan, varur de olika komponenterna isoleras genom destillation. Diklormetan är ett synnerligen gott lösningsmedel som är lösligt i de flesta andra organiska lösningsmedel som själv är utmärkta lösningsmedel för fetter, vaxer och många hartser. Lösligheten i vatten är 13,2 g/l. Diklormetan används som avfettningsmedel, för extraktioner och som lösningsmedel vid kemiska reaktioner. Diklormetan sönderfaller långsamt under utveckling av HCl, och brukar av den anledningen stabiliseras med 2-metyl-2-buten (amylen), fenoler eller aminer. Ingen tillverkning av metylenklorid
Sverige sker idag (2024) .

## Toxikologi
Diklormetan får anses vara den minst skadliga av de enkla klorerade kolvätena men ämnet är behäftat med flera risker. Mer än 70 % av inandad diklormetan tages omedelbart upp av blodet och sprids i kroppen. En del bryts ned till kolmonoxid som förstör de röda blodkropparna.  Symtom på akut embolisk överexponering för diklormetan inkluderar koncentrationssvårigheter, yrsel, trötthet, illamående, huvudvärk, domningar, svaghet och irritation i de övre luftvägarna och ögonen.  Vid allvarliga tillbud kan kvävning, medvetslöshet, koma och döden följa. Exponering för diklormetan har visat sig ge cancer i lungor, lever och bukspottkörtel hos försöksdjur, vidare har ämnet visats sig vara mutagen och fosterskadande.  

## Andra faror
I likhet med flera andra klorerade kolväten är diklormetan inte brandfarligt. Diklormetan är en växthusgas, om dock ej så kraftfull (GWP 9). 
Diklormetan är även till viss grad skadligt för ozonlagret. 

## Förbud, utfasning och undantag
Mot denna bakgrund har det vidtagits steg för att minska användningen av diklormetan som sedan 1996 generellt har varit förbjudet (5,6  §) vilket delvis har gett resultat då en begränsad användning kan beviljas undantag om  "synnerliga skäl"   (7 §) föreligger. I Sverige minskade användningen från cirka 2 600 ton 1988 till cirka 500 ton 1999.

## Senior Materials fabrik i Eskilstuna
Etableringen av kinesiska Senior Materials fabrik i Eskilstuna väntas  öka utsläppen i Sverige avsevärt då de beviljats ett undantag för att hantera 2 770 ton under två år och släppa ut 900 ton per år av ämnet, vilket är mer än 267 gånger mer än 2023. 
Tillståndet är tillfälligt och tills  de slutgiltiga villkoren fastställs är det villkorat med att inget annat alternativ finns tillgängligt samt att Senior Materials fortlöpande måste vidta åtgärder för att reducera utsläppen av metylenklorid utifrån bästa möjliga teknik. Ramen är satt till fem år innan miljötillståndet löper ut.
Kritiken mot etableringen av Senior Materials fabrik har med tiden växt. I juli 2024 har fler än 8 000 personer skrivit på en namninsamling mot fabriken samt har en facebookgrupp fått mer än 5 000 medlemmar. I juli 2025 har nära 45 000 personer skrivit på namninsamlingen mot utsläpp av metylenklorid och facebookgruppen har ca 11 000 anslutna medlemmar.